# 塔塔巫里
塔塔巫里是17世紀台灣西拉雅族信仰的一位女神，西拉雅十三神之一。與丈夫塔帕犁沛為共同掌理戰爭之神，受戰士崇拜。